# Mucuri
Mucuri este un oraș în statul Bahia (BA) din Brazilia.